# 1028 Лідіна
1028 Лідіна (1028 Lydina) — астероїд головного поясу, відкритий 6 листопада 1923 року.
Тіссеранів параметр щодо Юпітера — 3,114.